# 荘川神社
荘川神社（しょうかわじんじゃ）は、岐阜県高山市荘川町（旧・大野郡荘川村）に鎮座する神社。
神社名は大野郡荘川村に因む。

## 概要
元は荘川村大字中畑に鎮座する白山神社であったが、明治末期の神社合祀により中畑の白山神社に村内の幾つかの神社が合祀され荘川神社に改称した。
創建時期は不詳。かつては「白山大権現」と称していた。一説では郡上郡長滝村（現・郡上市）の長滝白山神社から勧請したという。元は大野郡中畑村、新淵村の産土神社であったが、新淵村は冨士浅間神社を勧請し櫻宮（後の桜宮神社）を創建。白山大権現は中畑村の産土神社となり、文化三年（1806年）に中畑村に移転。
明治初期頃に白山神社に改称。1871年（明治4年）に村社となる。
1910年（明治43年）、荘川村内の神社（桜宮神社（新淵）、神明神社（牧戸）、白山神社（猿丸）、八幡神社（町屋）、八幡神社（牛丸））を合祀し荘川神社に改称。同時に尾崎山に遷宮。
1949年（昭和24年）に現在地（1910年までの旧地）に移転。1950年（昭和25年）、岐阜県神社庁よりに銀幣社に指定される。
1960年（昭和35年）、御母衣ダムで水没する地域の神社（白山神社（岩瀬）、一宮神社（中野）、八幡神社（赤谷））を合祀する。

## 祭神
- 伊邪那岐命
- 伊邪那美命
- 菊理媛神
- 木花咲夜姫命
- 天照皇大神
- 応神天皇
- 火具土命

## 摂末社
- 忠魂碑

英霊を祀る

## 例祭
- 9月に行われる例祭では「荘川奉納村芝居」が行われる[7]